# Łasinka (rów)
Łasinka – struga wypływająca z Jeziora Łasińskiego w kierunku południowym od Łasina. Przechodzi ona koło wsi Jakubkowo i obok wsi Bodganki, gdzie zawraca na zachód. Łasinka wpada do rzeki Osy w Słupskim Młynie. Długość rzeki to około 11 km.